# 宝石の一覧
宝石の一覧（ほうせきのいちらん）では、宝石を一覧にし解説する。

## 定義
宝石の定義としては主に「美しいものであること」「希少性があること」「耐久性があること」という3つの条件が挙げられる。しかし硬度に劣る真珠などが古来宝石として認められてきたように、美しさが宝石と認めるに足るものであるという点が最も重要視されており、厳密に定義を当てはめることはあまりされず、宝石の種類は100種とも200種とも言われる。また、スフェーンのように通常あまり宝石とされることがないような鉱物であっても、一部収集家向けにカットされ宝石として扱われるような場合もある。本項では、そのようなものも含め「宝石」として扱われる場合があるものを広く取り上げた。

## 一覧

### 検索用目次
名称昇順ソート時のみ有効
#ア行 #カ行 #サ行 #タ行 #ナ行
#ハ行 #マ行 #ヤ行 #ラ行 #ワ行
| 名称                                        | 和名                         | 組成                                                       | グループ                            | 色                         | 説明 | 画像                           | 出典                           |
| ------------------------------------------- | ---------------------------- | ---------------------------------------------------------- | ----------------------------------- | -------------------------- | --- | ------------------------------ | ------------------------------ |
| ア                                          | ／                           | ／                                                         | ／                                  | ／                         | ／ | ／                             | ／                             |
| アイオライト                                | 菫青石                       | Mg2Al3(AlSi5O18)                                           | 珪酸塩鉱物                          | 青                         | 見る方向によって青色もしくは黄緑-無色に見える多色性を有した宝石。ウォーターサファイアとも。 |                                | [ 5 ] [ 6 ] [ 7 ]              |
| アウイライト・アウイン                      | 藍方石                       | (Na,Ca)4-8[Al6Si6(O,S)24](SO4,Cl)1-2                       | 準長石                              | 青                         | 脂肪光沢を持つ青色の宝石。数種類の鉱石の固溶体であるラピスラズリに含まれる鉱物の1つでもある。 |                                | [ 8 ] [ 9 ]                    |
| アクアオーラ                                | 蒸着水晶                     | SiO2                                                       | 石英                                | 青                         | 水晶に金を被覆させた人工宝石。 |                                | [ 10 ]                         |
| アクアマリン                                | 藍玉                         | Be3Al2(SiO3)6                                              | ベリル                              | 青                         | 淡い青から濃青色のベリルで、見る方向によっては無色にも見える多色性を有する宝石。緑色を帯びたものは熱処理によって変色処理される。 |                                | [ 11 ]                         |
| アゲート                                    | 瑪瑙                         | SiO2                                                       | 石英 （玉髄）                       | 多様                       | 玉髄と蛋白石が交互に層を形成している縞模様の宝石であり、内包物や色調などによって紅縞瑪瑙（サードニックス）、苔瑪瑙（モスアゲート）など様々な名称で呼ばれる。多孔質であることを利用して様々な色に着色することができるため、人工着色されたものも多い。 |                                | [ 12 ]                         |
| アズライト                                  | 藍銅鉱                       | Cu3(CO3)2(OH)2                                             | 藍銅鉱                              | 青                         | 濃青色の宝石で、孔雀石と共に産出することが多い。 |                                | [ 13 ]                         |
| アパタイト                                  | 燐灰石                       | Ca5(PO4)3F                                                 | 燐酸塩鉱物                          | 多様                       | 黄、緑、青、紫、 無色と様々な色の宝石が存在する。モース硬度5と宝石の中では軟らかく、産地によってはキャッツアイ効果が見られる。 |                                | [ 14 ]                         |
| アベンチュリン                              | インド翡翠                   | SiO2                                                       | 石英                                | 緑                         | フクサイトが微細構造として含まれている水晶であり、きらめくように光が反射するアベンチュリン効果を示す。 |                                | [ 15 ] [ 16 ]                  |
| アマゾナイト                                | 天河石                       | KAlSi3O8                                                   | 長石                                | 緑                         | 緑から青緑色の宝石であり、ムーンストーンなどと同じ長石である。 |                                | [ 17 ]                         |
| アメシスト                                  | 紫水晶                       | SiO2                                                       | 石英                                | 紫                         | 微量成分である鉄の影響で紫色を呈する水晶。 |                                | [ 18 ]                         |
| アメトリン                                  | 黄紫水晶                     | SiO2                                                       | 石英                                | 紫 、黄                    | アメシストとシトリンが合わさった宝石。 |                                | [ 19 ]                         |
| アルマンディン                              | 鉄礬柘榴石                   | Fe3Al2(SiO4)3                                              | ガーネット                          | 赤                         | ガーネットの中でも一般的なもので、強い光沢を持った独特な赤色を示す宝石である。 |                                | [ 20 ] [ 21 ]                  |
| アレキサンドライト                          | 金緑石                       | BeAl2O4                                                    | クリソベリル                        | 緑 、赤                    | 光源の種類によって色が変わるアレキサンドライト効果を示す、緑もしくは赤色の宝石。 |                                | [ 7 ]                          |
| アンデシン                                  | 中性長石                     | (Na,Ca)[Al(Si,Al)Si2O8]                                    | 長石                                | 黄 、赤 、緑 、 オレンジ   | 黄、赤、オレンジ、緑色の宝石であり、コンゴ共和国に産出するアンデシンの中にはアレキサンドライト効果を示して赤色から緑色に変色をするものもある。 |                                | [ 22 ]                         |
| アンドラダイト                              | 灰鉄柘榴石                   | Ca3Fe2(SiO4)3                                              | ガーネット                          | 緑 、黄                    | カルシウムと鉄を含んだガーネットであり、アンドラダイト系ガーネットとして、緑色をしたデマントイドや黄色をしたトパゾライトなどに細分される。 |                                | [ 23 ] [ 24 ]                  |
| アンバー                                    | 琥珀                         |                                                            | 化石                                | 黄                         | 樹脂の化石を用いた樹脂光沢を示す宝石である。モース硬度は2-2.5と宝石の中でも特に軟らかい。 |                                | [ 25 ]                         |
| アンモライト                                | 菊石                         | カルシウム炭酸塩                                           | 化石                                | 虹色                       | アンモナイトの化石が元になっている宝石であり、遊色効果によりオパールのような虹色の輝きを持つ。モース硬度4と軟らかい宝石である。 |                                | [ 26 ]                         |
| インディゴライト、ブルートルマリン          | リシア電気石                 | Na(LiAl)3Al6Si6O18(BO3)3(OH)4                              | 電気石                              | 青                         | 青色を示すトルマリン。 |                                | [ 5 ]                          |
| ウォーターメロントルマリン/ウォーターメロン | リチア電気石                 | Na(LiAl)3Al6Si6O18(BO3)3(OH)4                              | 電気石                              | 赤 、緑                    | スイカのように外側が緑、内側が赤色をしたトルマリン。 |                                | [ 27 ]                         |
| ウヴァロヴァイト                            | 灰クロム柘榴石               | Ca3Cr2(SiO4)3                                              | ガーネット                          | 緑                         | クロムを含み緑色を示すガーネット。 |                                | [ 28 ]                         |
| ウレキサイト                                | 曹灰硼石                     | NaCaB5O6・5H2O                                             | 硼酸塩鉱物                          | 無                         | 繊維質の透明な結晶であり、画像を浮かび上がらせる性質を持つことからテレビ石とも呼ばれる。 |                                | [ 29 ]                         |
| エメラルド                                  | 翠玉                         | Be3Al2(SiO3)6                                              | ベリル                              | 緑                         | クロムやバナジウムなどが不純物として含まれることで緑色を呈色するベリル。天然のものは内部に傷を持つものが多いことからオイルに浸漬させる処理が行われる。 |                                | [ 30 ]                         |
| オニキス                                    | 縞瑪瑙                       | SiO2                                                       | 石英 （玉髄）                       | 黒 、白 、茶               | 黒と白の縞模様を呈するアゲート。 |                                | [ 31 ]                         |
| オパール                                    | 蛋白石                       | SiO2・nH2O                                                 | オパール                            | 虹色                       | 虹色にきらめく遊色効果を示す宝石。石自体の色は黒や青、緑、乳白色などのものがあり、ブラックオパールやホワイトオパールと呼ばれる。 |                                | [ 32 ]                         |
| オブシディアン                              | 黒曜石                       |                                                            | 流紋岩                              | 黒                         | ガラス質の黒色の宝石。 |                                | [ 33 ]                         |
| オーロラオーラ                              | 蒸着水晶                     | SiO2                                                       | 石英                                | 白                         | 水晶に白金もしくは銀を被覆させた人工宝石。 |                                |                                |
| カ                                          | ／                           | ／                                                         | ／                                  | ／                         | ／ | ／                             | ／                             |
| カイヤナイト                                | 藍晶石                       | Al2SiO5                                                    | 珪酸塩鉱物                          | 青                         | 多色性を示す青色の宝石。 |                                | [ 34 ]                         |
| カルサイト                                  | 方解石                       | CaCO3                                                      | 方解石                              | 多様                       | 無色、赤、黄、オレンジ、青、緑など様々な色を呈する。 |                                | [ 35 ]                         |
| カルセドニー                                | 玉髄                         | SiO2                                                       | 石英 （玉髄）                       | 多様                       | 不透明な潜晶質の石英であり、赤色を呈するカーネリアンや緑色を呈するクリソプレーズなど様々な種類のものが含まれる。 |                                | [ 36 ]                         |
| ガーネット                                  | 柘榴石                       | X3Y2(SiO4)3                                                | ガーネット                          | 多様                       | 類似した組成を持つ鉱石のグループをガーネットとよぶ。マグネシウムとアルミニウムを含む赤色のパイロープや、クロムを含む緑色のウヴァロヴァイトなど多くの種類のものが含まれる。 |                                | [ 37 ]                         |
| カーネリアン                                | 紅玉髄                       | SiO2                                                       | 石英 （玉髄）                       | 赤                         | 赤みがかった色を呈する玉髄。 |                                | [ 38 ]                         |
| キャッツアイ                                | 猫目石                       | BeAl2O4                                                    | クリソベリル                        | 黄 、 黄緑 、緑            | 黄から緑色を呈するクリソベリル。猫の目のように宝石の表面に光の筋が現れるキャッツアイ効果を示す。キャッツアイ効果を示す宝石は他にも存在しており、それらと区別するためにクリソベリル・キャッツアイとも呼ばれる。 |                                | [ 39 ]                         |
| クリスタル                                  | 水晶                         | SiO2                                                       | 石英                                | 無                         | 結晶性のよい無色の石英。アメシスト（紫水晶）やシトリン（黄水晶）など様々な色つきの水晶があり、透明なものの中でもその形状や内包物によって日本式双晶や草入り水晶など様々な種類に分類される。 |                                | [ 40 ]                         |
| クリソプレーズ                              | 緑玉髄                       | SiO2                                                       | 石英 （玉髄）                       | 緑                         | カルセドニーの一種であり、ニッケルを不純物として含み青りんご色を呈する。 |                                | [ 36 ] [ 41 ]                  |
| クリソベリル                                | 金緑石                       | BeAl2O4                                                    | クリソベリル                        | 黄緑                       | アルミン酸ベリリウムを主成分とする黄緑色の宝石であり、特殊な光学的現象を示すアレキサンドライトやキャッツアイはクリソベリルの変種である。 |                                | [ 36 ] [ 42 ]                  |
| クリソコラ                                  | 珪孔雀石                     | (Cu,Al)2H2Si2O5(OH)4·nH2O                                  | 藍銅鉱                              | 青 、緑                    | 青から緑色を示すガラス質の宝石である。 |                                | [ 43 ]                         |
| グロッシュラー                              | 灰礬柘榴石                   | Ca3Al2(SiO4)3                                              | ガーネット                          | 緑                         | カルシウムとアルミニウムを含んだガーネットであり、グロッシュラー系ガーネットとして、緑色のツァボライトや赤色のヘソナイトなどに細分される。 |                                | [ 44 ]                         |
| クンツァイト                                | リシア輝石・スポジュメン     | LiAlSi2O6                                                  | リシア輝石                          | 紫                         | リシア輝石のうち、桃色から紫色を示す宝石をクンツァイトとよぶ。 |                                | [ 45 ]                         |
| コスモオーラ                                | 蒸着水晶                     | SiO2                                                       | 石英                                | 青                         | 水晶に金を含む複数の金属元素を被覆させた人工宝石。 |                                |                                |
| コーラル                                    | 珊瑚                         |                                                            | サンゴ                              | 赤                         | 動物であるサンゴの骨格を利用した宝石であり、赤から桃色を示す。 |                                | [ 46 ]                         |
| ゴールデンオーラ                            | 蒸着水晶                     | SiO2                                                       | 石英                                | 金                         | 水晶に金を被覆させた人工宝石。 |                                |                                |
| サ                                          | ／                           | ／                                                         | ／                                  | ／                         | ／ | ／                             | ／                             |
| サファイア                                  | 青玉                         | Al2O3                                                      | コランダム                          | 青                         | 不純物として含まれるチタンや鉄の影響で青色に呈色するコランダム。赤色を示すコランダムであるルビー以外のコランダムは全てサファイアに分類されるため、様々な色のコランダムがピンク・サファイアやイエロー・サファイアのように呼ばれる。スター効果を示すものもあり、スターサファイアと呼ばれる。                                                              |                                | [ 47 ] [ 48 ]                  |
| サンストーン                                | 日長石・ヘリオライト・太陽石 | CaAl2Si2O8                                                 | 長石                                | 赤                         | オレンジがかった赤色を呈する宝石であり、アベンチュリン効果を示す。 |                                | [ 49 ]                         |
| サードニクス                                | 紅縞瑪瑙                     | SiO2                                                       | 石英 （玉髄）                       | 褐色                       | アゲートのうち赤い縞模様のものをサードニクスと呼ぶ。サードニクスの赤色は鉄に起因しており、加熱によって色調が際立つ。 |                                | [ 12 ]                         |
| サーペンティン                              | 蛇紋石                       | (Mg,Fe)3Si2O5(OH)4                                         | フィロ珪酸塩鉱物                    | 緑                         | 緑色を呈する宝石。その蛇皮のような模様は宝石名の由来ともなっている。 |                                | [ 50 ]                         |
| ジェット/ブラックアンバー                   | 黒玉                         |                                                            | 化石                                | 黒                         | 水中や沼地などで石炭化した化石に由来する黒色の宝石。その利用は青銅器時代にまでさかのぼり、紀元前1500年頃にはイングランドで産出されていた。しばしば黒曜石やブラックトルマリンと混同される。 |                                | [ 51 ]                         |
| シェル                                      | 貝                           | CaCO3                                                      | 貝                                  | 多様                       | 多様な色形を有し古来から装飾品などに使われてきた生体由来の宝石。炭酸カルシウムおよびタンパク質から成っており、真珠は貝殻の真珠層に由来する。 |                                | [ 52 ] [ 53 ]                  |
| ジェード                                    | 翡翠、硬玉翡翠               | NaAlSi2O6                                                  | 翡翠                                | 緑                         | 半透明から不透明な緑色の宝石。軟玉翡翠と呼ばれるネフライトに似た宝石であるが別物であり、宝石としてはこちらの方が珍重される。 |                                | [ 54 ] [ 55 ]                  |
| シトリン                                    | 黄水晶                       | SiO2                                                       | 石英                                | 黄                         | 微量成分である鉄の影響で黄色を呈する水晶。産出量は非常に少ないが、アメシストを加工することで黄色の宝石としたものが多く流通している。 |                                | [ 19 ]                         |
| ジャスパー                                  | 碧玉                         | SiO2                                                       | 石英 （碧玉）                       | 多様                       | 玉髄のうち、含まれる不純物の影響で透明性を持たない宝石。多様な色を示し、古代から利用されてきた。 |                                | [ 56 ]                         |
| ショール                                    | 鉄電気石                     | NaFe3Al6(BO3)3Si6O18(OH,F)4                                | トルマリン                          | 黒                         | 黒色の宝石であり、トルマリンの中では最も一般的なものである。 |                                | [ 57 ]                         |
| ジルコン                                    | 風信子石（ヒヤシンス石）     | ZrSiO4                                                     | 珪酸塩鉱物                          | 多様                       | 屈折率が高く金剛光沢を示す多様な色を呈する宝石。 |                                | [ 58 ]                         |
| スギライト                                  | 杉石・ルブライト             | (K,Na)(Na,H2O)2 (Fe3+,Ca,Na,Ti,Fe,Mn)2 (Al,Fe3+)Li2Si12O30 | 大隅石                              | 紫                         | 紫色を示す宝石。日本の岩城島で発見され、南アフリカからも産出する。名称は岩石学者であり発見者の杉健一から。 |                                | [ 59 ]                         |
| スピネル                                    | 尖晶石                       | MgAl2O4                                                    | 硫化鉱物                            | 青 、赤                    | 青色や赤色を示す宝石。赤色のスピネルはルビーと共に産出され、見た目も似ているために、しばしば混同される。 |                                | [ 60 ]                         |
| スフェーン                                  | チタナイト・くさび石         | CaTiSiO5                                                   | 珪酸塩鉱物                          | 多様                       | ダイアモンドよりもファイアが強く、 多様な色を示す宝石。モース硬度5と軟らかいため、宝石としてカットされるのは収集家向けなどに限られている。 |                                | [ 4 ]                          |
| スペッサルティン                            | 満礬柘榴石                   | Mn3Al2(SiO4)3                                              | ガーネット                          | 赤                         | マンガンを含んだガーネットであり、赤からオレンジ色を示す宝石。 |                                | [ 61 ]                         |
| スモーキークォーツ                          | 煙水晶                       | SiO2                                                       | 石英                                | 黒 、茶                    | 不純物としてアルミニウムを含み黒色を示す水晶。 |                                | [ 62 ]                         |
| セラフィナイト                              | 緑泥石・クリノクロア         | (Mg,Fe2+)5Al(Si3Al)O10(OH)8                                | 珪酸塩鉱物                          | 緑                         | シベリアのバイカル湖近辺でのみ産出される緑色の宝石。 |                                | [ 63 ]                         |
| セレスタイト                                | 天青石                       | SrSO4                                                      | 硫酸塩鉱物                          | 無、 水色                  | 無色から青色を呈する宝石。マダガスカル産の青灰色のものが多く市場に出ている。 |                                | [ 64 ]                         |
| ゾイサイト                                  | 灰簾石・黝簾石               | Ca2Al3(SiO4)(Si2O7)O(OH)                                   | 緑簾石                              | 多様                       | 多様な色を示す宝石であり、ピンク色のものはチューライト、緑色のものはアニョライトと呼ばれる。青色をした宝石であるタンザナイトも灰簾石の一種。ルビーを内包したものも産出される。 |                                | [ 60 ] [ 65 ]                  |
| ソーダライト                                | 方ソーダ石                   | Na4Al3(SiO4)3Cl                                            | 準長石                              | 青                         | ラピスラズリを構成する一成分でもある青色の宝石。 |                                | [ 66 ]                         |
| タ                                          | ／                           | ／                                                         | ／                                  | ／                         | ／ | ／                             | ／                             |
| ダイオプサイド                              | 透輝石                       | CaMgSi2O6                                                  | 輝石                                | 白 、 黄緑                 | ケイ酸塩鉱石である透輝石のうち外観の美しいものが宝石として利用される。スター効果を示すものもある。 |                                | [ 67 ] [ 68 ]                  |
| タイガーズアイ                              | 虎目石                       | SiO2                                                       | 石英                                | 金色 、赤茶色              | アスベストの繊維を含んだ石英であり、カボション・カットにすることでキャッツアイ効果を示す。安価であるため猫目石のイミテーションとして利用される。 |                                | [ 69 ]                         |
| ダイヤモンド                                | 金剛石                       | C                                                          | 元素鉱物                            | 多様                       | 金剛光沢を示す宝石。モース硬度10と非常に硬い宝石であるが、へき開を有しているため一定方向に割れやすい。ほとんどのダイヤモンドは無色から黄みがかった色を示すが、希に様々な色を有するダイヤモンドも産出される。 |                                | [ 70 ] [ 71 ]                  |
| タンザナイト                                | 灰簾石/黝簾石                | (Ca2Al3(SiO4)(Si2O7)O(OH))                                 | 緑簾石                              | 青                         | タンザニアで産出するゾイサイトのうち、濃い青色であるものを一般にタンザナイトと呼ぶ。濃い青色の発色を得るために、加熱処理が行われる場合がある。 |                                | [ 68 ]                         |
| ターコイズ                                  | トルコ石                     | CuAl6(PO4)4(OH)8·4H2O                                      | 燐酸塩鉱物                          | 緑 、青                    | 古来より利用されてきた鮮やかな青色から緑色を呈する宝石。その色は微量元素として含まれる銅や鉄に起因しており、石によっては多孔質で退色しやすいものもある。古代ペルシャでは魔除けとしても利用されていた。 |                                | [ 72 ] [ 73 ]                  |
| ターフェアイト                              | 黄玉                         | BeMgAl4O8                                                  | 酸化鉱物                            | 紫                         | スピネルに似た淡い紫色を示す宝石であり、1968年にスリランカの砂礫から発見されるまではカットされた4つの宝石のみしか確認されていなかったほどに希少な宝石だった。現在ではスリランカやタンザニア、中国などで産出される。名称は発見者であるオーストリア伯爵・アイルランド子爵のリヒャルト・ターフェ（オーストリア首相エドゥアルト・ターフェの孫）に由来する。 |                                | [ 74 ]                         |
| チャロアイト                                | チャロ石                     | K(Ca,Na)2Si4O10(OH,F)・nH2O                                | 珪酸塩鉱物                          | 紫 、白 、黒               | 強い紫色を示す宝石。1947年にロシアで発見され、1978年に鉱物として認定された比較的新しい宝石。 |                                | [ 75 ]                         |
| ツァボライト                                | 灰礬柘榴石                   | Ca3Al2(SiO4)3                                              | ガーネット                          | 緑                         | グロッシュラー系のガーネットであり、クロムやバナジウムが不純物として含まれることで緑色を示す。 |                                | [ 76 ]                         |
| ツリーアゲート                              | 樹木瑪瑙                     | SiO2                                                       | 石英 （玉髄）                       | 緑 、白                    | 白い石の中に緑色の内包物が含まれたアゲートであり、苔瑪瑙に類似している。 |                                | [ 77 ]                         |
| デマントイド                                | 灰鉄柘榴石                   | Ca3Fe2(SiO4)3                                              | ガーネット                          | 緑                         | アンドラダイト系のガーネットであり、金剛光沢を持つ緑色の宝石である。 |                                | [ 78 ] [ 79 ]                  |
| デンドリティックアゲート                    | 模樹瑪瑙                     | SiO2                                                       | 石英 （玉髄）                       | 白 、黒 、茶               | 樹状の内包物を有する玉髄。内包物は通常マンガンである。 |                                | [ 80 ]                         |
| トパゾライト                                | 灰鉄柘榴石                   | Ca3Fe2(SiO4)3                                              | ガーネット                          | 黄                         | アンドラダイト系のガーネットであり、トパーズに似た黄色の宝石である。 |                                | [ 81 ] [ 82 ]                  |
| トパーズ                                    | 黄玉                         | Al2SiO4(F,OH)2                                             | 珪酸塩鉱物                          | 多様                       | 多様な色を示す宝石であるが無色から黄色のものが多く、黄玉の和名が差すように黄色い宝石の代名詞とされる。赤からオレンジがかった黄色を示すトパーズは「インペリアルトパーズ」として珍重される。へき開が完全であるため衝撃に弱く割れやすい。青色のものは放射線処理によって発色させた加工品も多く出回っている。                                                |                                | [ 83 ] [ 84 ] [ 85 ]           |
| トリフェーン                                | リシア輝石                   | LiAlSi2O6                                                  | リシア輝石                          | 多様                       | 多様な色彩を示す多色性の強い宝石。へき開が完全であるため脆い。桃色を示すものはクンツァイト、緑色を示すものはヒデナイトなど、色によって様々な名称で呼ばれる。 |                                | [ 86 ]                         |
| トルマリン                                  | 電気石                       | CuAl6(PO4)4(OH)8·4H2O                                      | 電気石                              | 黒 、 多様                 | 単体では黒色の物が多いが、含まれる微量元素の組み合わせによって様々な色合いを呈する宝石。異極晶の晶癖に由来して帯電する性質を有しているため電気石とも呼ばれる。 |                                | [ 87 ]                         |
| ナ                                          | ／                           | ／                                                         | ／                                  | ／                         | ／ | ／                             | ／                             |
| ネフライト                                  | 軟玉、軟玉翡翠               | Ca2(Mg,Fe)5Si8O22(OH)2                                     | 翡翠                                | 緑 、白 、黒 、茶 、黄     | 緑からクリーム色を示す角閃石であり、ヒスイ輝石から構成される硬玉翡翠とは似て非なる宝石。繊維が交差し合う構造を持ち非常に強靭なため加工しやすく、彫刻にも多用される。 |                                | [ 88 ]                         |
| ハ                                          | ／                           | ／                                                         | ／                                  | ／                         | ／ | ／                             | ／                             |
| パイライト                                  | 黄鉄鉱                       | FeS2                                                       | 硫化鉱物                            | 黄 、金                    | 「愚か者の金」と呼ばれるように、金によく似た色調を示す硫化鉄鉱石。観賞用や宝石として長年利用されてきており、その黄金の輝きから金運をもたらすパワーストーンとしても利用されている。 |                                | [ 89 ] [ 90 ]                  |
| パイロープ                                  | 苦礬柘榴石                   | Mg3Al2(SiO4)3                                              | ガーネット                          | 赤                         | マグネシウムを含んだガーネットであり、血赤色を示す宝石。 |                                | [ 91 ]                         |
| ハックマナイト                              | ハックマン石                 | Na8Al6Si6O24(Cl.S)2                                        | ソーダライト                        | 紫                         | 無色から淡いピンク色の宝石であるが、紫外線の照射により赤みがかった紫色に変色する。ソーダライトの希少種。 |                                | [ 92 ]                         |
| パパラチアサファイア                        | 鋼玉                         | Al2O3                                                      | コランダム                          | 赤 、 オレンジ             | スリランカやベトナム、アフリカで産出されるオレンジ色を示すサファイア。希少な宝石であり、中程度の彩度と明るい色調を有する。 |                                | [ 93 ]                         |
| パライバトルマリン                          | リチア電気石                 | Na(Li,Al)3Al6(BO3)3Si6O18(OH)4                             | 電気石                              | 青 、緑                    | 銅とマンガンによって鮮やかな水色を呈するトルマリン。名称は産地であるブラジルのパライバから。 |                                | [ 94 ] [ 95 ]                  |
| バンデッドアゲート                          | 縞瑪瑙                       | SiO2                                                       | 石英 （玉髄）                       | 多様                       | 同心円状の縞模様を呈するアゲートであり、白色や灰色、黄褐色などを示す。 |                                | [ 96 ]                         |
| パール                                      | 真珠                         | CaCO3+有機物                                               | パール                              | 多様                       | 真珠光沢を有し多様な色を示す生物由来の宝石。貝の体内に入った異物が真珠層で包まれることで形成される。養殖による生産も行われており、プラスチックにタチウオの皮を貼りつけた模造品も生産されている。 |                                | [ 97 ] [ 98 ]                  |
| ヒデナイト                                  | スポジュミン・リシア輝石     | LiAlSi2O6                                                  | リシア輝石                          | 緑                         | 不純物として含まれるクロムによって緑色を呈するリシア輝石。緑と透明の二色性を示す。 |                                | [ 86 ]                         |
| ファイヤーアゲート                          | 炎瑪瑙                       | SiO2                                                       | 石英 （玉髄）                       | 赤 、茶 、虹色（遊色効果） | 主に茶色、赤、オレンジといった色を示すアゲート。針鉄鉱や褐鉄鉱の層の上に石英の薄膜が層をなす構造をしているため遊色効果が現れる。 |                                | [ 99 ]                         |
| ブラックオパール                            | 黒蛋白石                     | SiO2・nH2O                                                 | セミブラックオパール/グレーオパール | 虹色                       | 遊色効果によって虹色に光がきらめくオパールのうち、石の地の色が黒色のもの。ブラックオパールはオパールの中でも希少性が高い。 |                                | [ 32 ]                         |
| ブラッドストーン、ヘリオトロープ            | 血玉石                       | SiO2・nH2O                                                 | 石英 （碧玉）                       | 緑 、赤                    | 酸化鉄に由来する赤い斑点がみられる緑色の碧玉。中世にはその赤い斑点がキリストの血であると考えられており、特別な力があると信じられていた。 |                                | [ 100 ] [ 101 ]                |
| プルームアゲート                            | 羽瑪瑙                       | SiO2                                                       | 石英 （玉髄）                       | 赤 、茶                    | 透明な玉髄中に羽のような内包物が含まれたアゲートであり様々な色を示す。 |                                | [ 102 ]                        |
| プレーナイト                                | 葡萄石                       | Ca2Al(AlSi3O10)(OH)2                                       | 珪酸塩鉱物                          | 緑                         | 緑色をした宝石。南アフリカ産のものはケープ・エメラルドとも呼ばれる。名称は発見者であるオランダの軍人プレーン大佐に由来する。 |                                | [ 103 ] [ 104 ]                |
| フローライト                                | 蛍石                         | CaF2                                                       | ハロゲン化鉱物                      | 多様                       | 含まれる不純物によって多様な色を呈する宝石であり、紫外線により蛍光を示すものもある。硬度4と軟らかくへき開が完全であるため、衝撃に弱く割れやすい。 |                                | [ 105 ] [ 106 ]                |
| ヘソナイト                                  | 灰礬柘榴石                   | Ca3Al2(SiO4)3                                              | ガーネット                          | 赤                         | グロッシュラー系のガーネットであり、鉄が不純物として含まれることで朱からオレンジがかった赤色を示す。 |                                | [ 107 ] [ 79 ]                 |
| ペツォッタイト                              | ペツォッタ石                 | Cs(Be2Li)Al2Si6O18                                         | 珪酸塩鉱物                          | 赤                         | ベリルの変種であり赤色を示す宝石。カボション・カットにすることでキャッツアイ効果を示す。2002年に発見された新しい宝石であり、名称はこの石を初めて調査したイタリアの鉱物学者であるフェデリコ・ペツォッタに由来する。 |                                | [ 108 ] [ 109 ]                |
| ヘマタイト                                  | 赤鉄鉱                       | Fe2O3                                                      | 酸化鉱物                            | 黒                         | 黒から灰色の強い輝きを示す宝石であり「黒いダイアモンド」とも呼ばれる。名称はギリシア語で「血のような」を意味する「haimatites」に由来し、しばしば石英中の内包物として血のような茶褐色を呈する。 |                                | [ 110 ] [ 111 ] [ 112 ]        |
| ヘリオドール                                | 緑柱石                       | Be3Al2Si6O18                                               | ベリル                              | 黄                         | 多色性を示す黄色のベリル。同じベリルであるアクアマリンなどと同時に産出される。 |                                | [ 113 ]                        |
| ペリドット                                  | 橄欖石                       | (Mg, Fe)2SiO4                                              | 珪酸塩鉱物                          | 緑                         | 不純物として含まれる鉄の影響でオリーブ色を呈する宝石であり、英名のオリビンや和名のカンラン石は共に石の色に由来する。 |                                | [ 114 ]                        |
| ベリル                                      | 緑柱石                       | Be3Al2Si6O18                                               | ベリル                              | 多様                       | ベリリウムを主成分とした比重の軽い宝石。緑色のものはエメラルド、 水色のものはアクアマリンと、含まれる不純物によって様々な色を呈し、それぞれ別の名称で呼ばれる。 |                                | [ 115 ] [ 116 ]                |
| ボツワナアゲート                            | 瑪瑙                         | SiO2                                                       | 石英 （玉髄）                       | 茶 、 褐色 、 灰色         | 蝋光沢を持つ灰色の縞瑪瑙。名称はその発見地に由来する。 |                                | [ 117 ]                        |
| ホークスアイ                                | 鷹眼石・青虎眼石             | SiO2                                                       | 石英                                | 黒 、青                    | 青色アスベストの繊維が内包されているため、キャッツアイ効果により黒色から青色を示す石英。その色合いは酸化鉄によるものである。 |                                | [ 118 ]                        |
| マ                                          | ／                           | ／                                                         | ／                                  | ／                         | ／ | ／                             | ／                             |
| マラカイト                                  | 孔雀石                       | Cu2(CO3)(OH)2                                              | 水酸化炭酸銅                        | 緑                         | 塩基性炭酸銅に由来する緑色の宝石であり縞模様を有する。アズライトと共に産出することが多い。古来から有名な銅の産地であったキプロスや日本などで銅と共に産出された。現在はザイールで多く産出される。 |                                | [ 13 ] [ 119 ] [ 120 ] [ 121 ] |
| マリーガーネット                            | 灰礬柘榴石                   | Ca3Al2(SiO4)3                                              | 黄緑から黄色を示すガーネット        | 黄                         | グロッシュラー系のガーネットであり、マリ共和国で産出する。 |                                | [ 79 ]                         |
| ムーンストーン                              | 月長石                       | (Na,K)AlSi3O8                                              | 長石                                | 白                         | 長石の多重層による光の干渉でシラー効果を示す宝石。また、カボション・カットにすることでキャッツアイ効果を出すこともできる。 |                                | [ 122 ] [ 17 ]                 |
| メラナイト                                  | 含チタン灰鉄柘榴石           | Ca3Fe2(SiO4)3                                              | ガーネット                          | 黒                         | アンドラダイト系のガーネットであり、チタンを不純物として含んで黒色を示す。 |                                | [ 123 ]                        |
| モスアゲート                                | 苔瑪瑙                       | SiO2                                                       | 石英 （玉髄）                       | 緑 、白 、黒 、 褐色       | 玉髄の中に苔を思わせる内包物が含まれたアゲートであり、様々な色が存在する。 |                                | [ 124 ]                        |
| モルガナイト                                | 緑柱石                       | Be3Al2Si6O18                                               | ベリル                              | ピンク                     | マンガンを不純物として含み、ピンクと無色の二色性を示すベリル。モルガナイトの名称は銀行家のジョン・モルガンに由来する。 |                                | [ 125 ]                        |
| ヤ                                          | ／                           | ／                                                         | ／                                  | ／                         | ／ | ／                             | ／                             |
| ユークレース                                | 脆玉石                       | BeAlSiO4(OH)                                               | 珪酸塩鉱物                          | 青 、緑 、黄 、 無色       | 無色から青、緑色を示す希少な宝石。へき開が良好で割れやすい性質を持ち、ユークレースという名称は「壊れやすい」という意味のギリシャ語に由来している。 |                                | [ 126 ] [ 127 ]                |
| ラ                                          | ／                           | ／                                                         | ／                                  | ／                         | ／ | ／                             | ／                             |
| ラピスラズリ                                | 瑠璃                         | 混合物                                                     | 珪酸塩鉱物                          | 青                         | 青金石のほか複数の鉱物が混ざった混合物であり、濃い紺色をした宝石。アフガニスタン産のものは黄鉄鉱由来の金色の粒が含まれ、方解石や長石由来の白い模様が入ったものもある。 |                                | [ 128 ] [ 129 ]                |
| ラブラドライト                              | 曹灰長石                     | (Ca,Na)(Al,Si)4O8                                          | 長石                                | 青 、緑 、黒               | 宝石自体の色は灰色であるが、長石の薄膜が層を成している構造のために遊色効果が起こり、虹色の光沢を示す。 |                                | [ 122 ] [ 130 ]                |
| ラリマー、ブルーペクトライト                | 曹灰針石                     | NaCa2Si3O8(OH)                                             | ペクトライト                        | 青                         | ドミニカ共和国で産出される水色の宝石。 |                                | [ 131 ]                        |
| ルチル                                      | 金紅石                       | TiO2                                                       | 二酸化チタン                        | 黄 、赤                    | ダイヤモンドよりも高い屈折率を持ち、ダイヤモンド光沢を示す宝石。ブリリアントカットにされたものは代用ダイヤとしても利用される。酸化チタンから人工的に製造した合成ルチルは、チタニアダイヤとも呼ばれる。針状結晶が水晶などに内包物として含まれることも多く、サファイアなどに内包されるとスター効果を引き起こす。                                          |                                | [ 132 ] [ 133 ]                |
| ルビー                                      | 紅玉                         | Al2O3                                                      | コランダム                          | 赤                         | 不純物として3価のクロムを含み赤色を呈するコランダム。結晶中にルチルが含まれるものはカットによってスター効果を示す。 |                                | [ 37 ] [ 134 ]                 |
| ルベライト                                  | 紅電気石                     | Na(LiAl)3Al6Si6O18(BO3)3(OH)4                              | 電気石                              | 赤                         | 赤色を呈するトルマリン。繊維状の組織を内包しており、キャッツアイ効果を示す。 |                                | [ 5 ]                          |
| レースアゲート                              | 縞瑪瑙                       | SiO2                                                       | 石英 （玉髄）                       | 多様                       | 石全体に縞模様や渦模様、ジグザクなどの模様が現れているアゲート。世界中の産地で様々な色、模様の物が産出されており、 水色のブルーレースアゲート、赤茶色のラグナレースアゲート、複雑な模様のクレイジーレースアゲート、など様々な名称で呼ばれている。 | (17番目、ブルーレースアゲート) | [ 135 ]                        |
| レインボーガーネット                        | 灰鉄柘榴石                   | Ca3Fe2(SiO4)3                                              | ガーネット                          | 虹                         | アンドラダイト系のガーネットであり、虹色を示す宝石である。 |                                | [ 136 ]                        |
| レッドスピネル                              | 尖晶石                       | MgAl2O4+Cr                                                 | 尖晶石                              | 赤                         | 赤を示す宝石であり、エンゼルカットとも呼ばれる。 |                                |                                |
| レッドベリル                                | 緑柱石                       | Be3Al2Si6O18                                               | ベリル                              | 赤                         | マンガンを不純物として含み赤色を示すベリル。 |                                | [ 137 ]                        |
| ローズオーラ                                | 紅水晶                       | SiO2                                                       | 石英                                | 赤                         | 水晶に金や白金を蒸着させた赤色の人工宝石。 |                                |                                |
| ローズクォーツ                              | 紅水晶                       | SiO2                                                       | 石英                                | ピンク                     | 不純物などの影響でピンク色を呈する石英。 |                                | [ 138 ]                        |
| ロードクロサイト                            | ばら輝石                     | MnCO3                                                      | 方解石                              | ピンク                     | 菱マンガン鉱からなるピンクから赤色の宝石。中南米が主な産地であることから「インカのバラ（インカローズ）」とも呼ばれる。 |                                | [ 139 ]                        |
| ロードライト                                | 薔薇柘榴石                   | (Fe,Mg)3Al2Si3O12                                          | ガーネット                          | 赤                         | アルマンディンとパイロープを主な組成としたガーネットであり、紫がかった赤色を示す宝石。 |                                | [ 140 ] [ 79 ]                 |
| ワ                                          | ／                           | ／                                                         | ／                                  | ／                         | ／ | ／                             | ／                             |

### 和書
- キャリー・ホール『宝石の写真図鑑』日本ヴォーグ社、1996年。ISBN 4529026914。
- 鉱物科学萌研究会『鉱物―萌えて覚える鉱物科学の基本』松原聰 監修、PHP研究所、2010年。ISBN 4569773745。
- 斉藤貴子『３６６日　誕生石の本』（増補改訂版）日本ヴォーグ社、2010年。ISBN 452904890X。
- 崎川範行『宝石のみかた』保育社、1980年。ISBN 4586505001。
- 崎川範行『宝石』保育社、1992年。ISBN 4586508248。
- 田賀井篤平『宝石―趣味の手づくり』保育者、1995年。ISBN 4586508787。
- 堀秀道『「鉱物」と「宝石」を楽しむ本』PHP研究所〈PHP文庫〉、2009年。ISBN 978-4-569-67266-3。
- 村上雅人『元素を知る事典: 先端材料への入門』海鳴社、2004年。ISBN 9784875252207。
- CR&LF研究所、月音『運命のパワーストーン: 身につけるだけでいいことが起こる』PHP研究所、2011年。ISBN 4569800130。
- 青木貴彦『宝石選びの基礎知識』PHP研究所、2007年。ISBN 4569638023。
- 大場よう子、露木宏『ジュエリー―創作の楽しみ』保育社、1997年。ISBN 4586508965。

### 洋書
- Brenda Knigh (2003). Gem Magic: Crystals and Gemstones for Love, Luck, and Power. Fair Winds. ISBN 9781610593632
- Antoinette Leonard Matlins (2010). Colored Gemstones: The Antoinette Matlins Buying Guide: How to Select, Buy, Care for & Enjoy Sapphires, Emeralds, Rubies and Other Colored Gems with Confidence and Knowledge. Gemstone Press. ISBN 094376372X
- Michael O'Donoghue (2006). Gems, Sixth Edition. Butterworth-Heinemann. ISBN 0750658568
- Patti Polk (2012). Collecting Rocks, Gems and Minerals: Identification, Values and Lapidary Uses. Krause Publications. ISBN 9781440232756
- Robert Simmons,Naisha Ahsian (2007). The Book of Stones: Who They Are & What They Teach. North Atlantic Books. ISBN 1556436688
- Walter Schumann (2009). Gemstones of the World. Sterling Publishing Company, Inc.. ISBN 9781402768293
- Arthur Thomas (2008). Gemstones: Properties, Identification and Use. New Holland Publishers. ISBN 9781845376024